# 3383 Koyama
3383 Koyama (1951 AB) là một tiểu hành tinh vành đai chính được phát hiện ngày 9 tháng 1 năm 1951 bởi K. Reinmuth ở Heidelberg.